# Selangor FC
Der Selangor FC ist ein Fußballverein aus Shah Alam, Malaysia. Aktuell spielt der Verein in der höchsten Liga des Landes, der Malaysian Super League. Seine Heimspiele trägt der Verein im Shah Alam Stadium aus. Gegründet 1936, ist Selangor FA heute der erfolgreichste Verein Malaysias mit insgesamt 40 Titeln aus den wichtigsten Wettbewerben des Landes. Hinzu kommt das Erreichen des Finals der AFC Champions League 1967, welches man aber gegen Hapoel Tel Aviv mit 1:2 verlor. Zugleich ist der Verein auch der beliebteste des Landes. Der Deutsche Bernhard Schumm war 1993 für eine Saison Cheftrainer des Vereins.
2009 konnte der Klub erstmals wieder, nach neun Jahren, eine Meisterschaft feiern. Dabei blieb die Mannschaft 19 Spiele in Folge ohne Niederlage.

## Vereinserfolge

### National
- Malaysia Super League

Meister: 1984, 1989, 1990, 2000, 2009, 2010
Vizemeister: 2001, 2013, 2014, 2015, 2023, 2024/25
- Malaysia Premier League

Meister und Aufstieg: 1993, 2005
Vizemeister: 2005
- Malaysia FA Cup

Gewinner: 1991, 1997, 2001, 2005, 2009
Finalist: 1990, 2008, 2018
- Malaysia Cup

Gewinner: 1922, 1927, 1928, 1929, 1935, 1936, 1938, 1939, 1956, 1959, 1961, 1962, 1963, 1966, 1968, 1969, 1971, 1972, 1973, 1975, 1976, 1978, 1979, 1981, 1982, 1984, 1986, 1995, 1996, 1997, 2002, 2005
Finalist 1921, 1924, 1925, 1930, 1932, 1933, 1937, 1939, 1948, 1957, 1965, 1980, 1983, 1991, 2008
- Piala Sumbangsih

Sieger: 1985, 1987, 1990, 1996, 1997, 2002, 2009, 2010

### Kontinental
- AFC Champions League

Finalist: 1967

## Stadion
Seine Heimspiele trägt der Verein im Shah Alam Stadium in Shah Alam aus. Das Stadion hat ein Fassungsvermögen von 80.372 Personen. Eigentümer des Stadions ist das State Government of Selangor. Betrieben wird das Stadion von Darul Ehsan Facilities Management Sdn. Bhd.

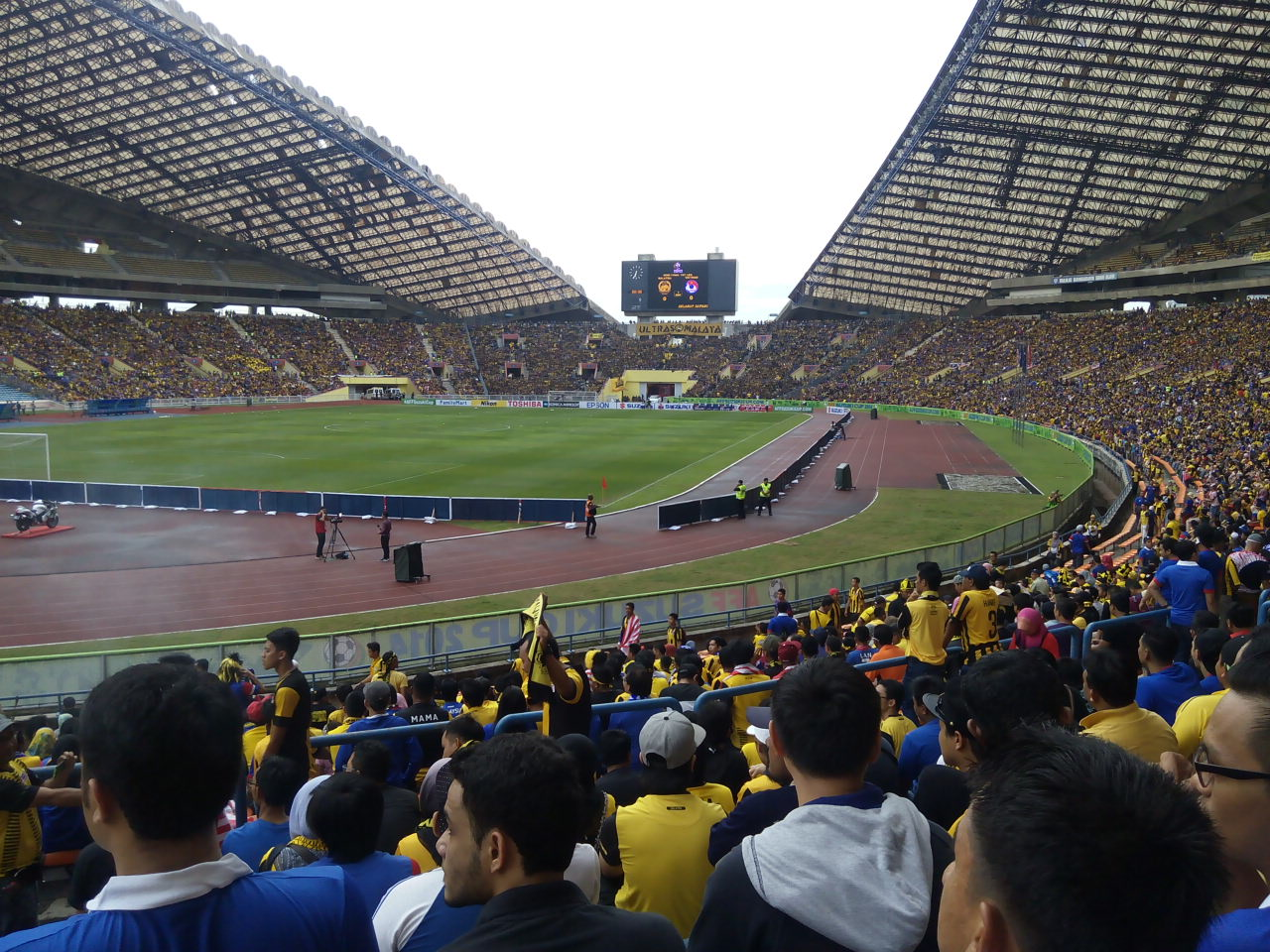
Shah Alam Stadium

| Koordinaten                     |
| ------------------------------- |
| 3° 4′ 56,1″ N, 101° 32′ 41,8″ O |

## Ehemalige bekannte Spieler
- Mokhtar Dahari (1972–1987)
- Peter Disztl (1993)
- Paulo Rangel (2013–2014)

## Trainer seit 1970
| Name                      | Zeit bei Selangor FA | Zeit bei Selangor FA |
| Name                      | von                  | bis                  |
| ------------------------- | -------------------- | -------------------- |
| Abdul Ghani Minhat        | 1970                 | 1973                 |
| M. Chandran               | 1975                 | 1978                 |
| Chow Kwai Lam             | 1979                 | 1983                 |
| Abdul Ghani Minhat        | 1983                 | 1985                 |
| M. Chandran               | 1986                 | 1988                 |
| Steven Bena               | 1989                 |                      |
| Khaidir Buyong            | 1989                 | 1990                 |
| Ken Worden                | 1991                 |                      |
| M. Chandran               | 1992                 |                      |
| Bernhard Schumm           | 1. Juli 1992         | 30. Juni 1994        |
| Ken Worden                | 1994                 | 1996                 |
| Steve Wicks               | 1997                 | 1998                 |
| Ismail Zakaria            | 1998                 |                      |
| Mike Pejic                | 1999                 |                      |
| Krishnasamy Rajagobal     | 1. Juli 1999         | 30. Juni 2000        |
| Abdul Rahman Ibrahim      | 2001                 | 2002                 |
| Ken Worden                | 2002                 | 2003                 |
| Omar Rubén Larrosa        | 2004                 |                      |
| Ismail Ibrahim            | 2004                 |                      |
| Ken Worden                | 2004                 |                      |
| Dollah Salleh             | 2005                 | 2008                 |
| K. Devan                  | 2009                 | 2011                 |
| P.Maniam                  | 2011                 |                      |
| Irfan Bakti Abu Salim     | 2011                 | 2013                 |
| P.Maniam                  | 2013                 |                      |
| Mehmet Durakovic          | 1. November 2013     | 31. Dezember 2015    |
| Zainal Abidin Hassan      | 2015                 | 2016                 |
| K. Gunalan                | 2016                 |                      |
| P.Maniam                  | 26. Dezember 2016    | 18. März 2018        |
| Nazliazmi Mohd Nasir      | 14. März 2018        | 22. November 2018    |
| Bhaskaran R. Sathianathan | 23. November 2018    | ?                    |
| Karsten Neitzel           | 1. Dezember 2020     |                      |

## Manager seit 1989
| Name                  | Zeit bei Selangor FA | Zeit bei Selangor FA |
| Name                  | von                  | bis                  |
| --------------------- | -------------------- | -------------------- |
| Tengku Ahmad Shah     | 1989                 | bis                  |
| Nordin Selat          | 1990                 | 1991                 |
| Mazlan Harun          | 1992                 |                      |
| Mohd. Aini Taib       | 1993                 | 1998                 |
| Abdul Mokhtar Ahmad   | 1999                 | 2003                 |
| Mohamad Satim Diman   | 2004                 | 2008                 |
| Zakaria Abdul Rahim   | 2008                 | 2009                 |
| K. Devan              | 2010                 | 2011                 |
| Abdul Mokhtar Ahmad   | 2012                 |                      |
| Irfan Bakti Abu Salim | 2013                 |                      |
| Mehmet Durakovic      | 2014                 |                      |
| Amirudin Shari        | 2015                 | 2016                 |
| Abdul Rauf Ahmad      | 2017                 | heute                |

## Mannschaftskapitäne seit 1988
| Saison         | Name                     |
| -------------- | ------------------------ |
| 1988 bis 1990  | Zainal Abidin Hassan     |
| 1991 bis 1996  | Ismail Ibrahim           |
| 1997 bis 1999  | Zainal Abidin Hassan     |
| 2000 bis 2002  | Yusri Che Lah            |
| 2003 bis 2004  | Azmin Azram Abdul Aziz   |
| 2005 bis 2008  | Shukor Adan              |
| 2009 bis 2012  | Mohd Amri Yahyah         |
| 2013           | Asraruddin Putra Omar    |
| 2014           | Mohd Bunyamin Umar       |
| 2015 bis 2016  | Muhd Shahrom Abdul Kalam |
| 2017           | Razman Roslan            |
| 2018 bis heute | Mohd Amri Yahyah         |

## Beste Torschützen seit 2006
| Saison  | Name                          | Tore |
| ------- | ----------------------------- | ---- |
| 2005/06 | Bambang Pamungkas             | 11   |
| 2006/07 | Akmal Rizal Ahmad Rakhli      | 9    |
| 2007/08 | Frank Seator                  | 15   |
| 2009    | Amri Yahyah                   | 13   |
| 2010    | Safee Sali Amirul Hadi Zainal | 12   |
| 2011    | Safiq Rahim                   | 7    |
| 2012    | Boško Balaban                 | 12   |
| 2013    | Francis Forkey Doe            | 10   |
| 2014    | Paulo Rangel                  | 16   |
| 2015    | Afiq Azmi Guilherme           | 8    |
| 2016    | Patrick Wleh                  | 9    |
| 2017    | Francis Doe                   | 8    |
| 2018    | Rufino Segovia                | 19   |
| 2019    | Ifedayo Olusegun              | 12   |
| 2020    | Ifedayo Olusegun              | 12   |
| 2021    |                               |      |

## Ausrüster und Sponsoren
| Jahr          | Ausrüster | Trikotsponsor                       |
| ------------- | --------- | ----------------------------------- |
| 1975 bis 1979 | Admiral   |                                     |
| 1980          | Diadora   |                                     |
| 1981 bis 1984 | Puma      |                                     |
| 1985 bis 1987 | Puma      | Dunhill                             |
| 1988 bis 1990 | Adidas    | Dunhill                             |
| 1991          | Mizuno    | Dunhill                             |
| 1992          | Puma      | Dunhill                             |
| 1993 bis 1997 | Lotto     | Dunhill / EON                       |
| 1998          | Lotto     | Dunhill / Courts                    |
| 1999 bis 2001 | Lotto     | Dunhill                             |
| 2002          | Adidas    | Dunhill                             |
| 2003 bis 2004 | Kronos    | Dunhill / Talam                     |
| 2005 bis 2006 | Adidas    | TM / Celcom / Gapurna Group         |
| 2006 bis 2008 | Adidas    | TM / SYABAS                         |
| 2009 bis 2010 | Adidas    | TM / KDEB                           |
| 2011 bis 2013 | Kappa     | MBI / DatumCorp International       |
| 2014 bis 2015 | Kappa     | Selangor State Government           |
| 2016 bis 2017 | Lotto     | Selangor State Government           |
| 2018          | Lotto     | redONE / CRRC                       |
| 2019 bis 2021 | Joma      | Selangor State Government / Vizione |

## Erläuterungen / Einzelnachweise
1. ↑  the-afc.com: Selangor sign off with victory in Malaysia
2. ↑  rsssf.org: Übersicht über die Saison 1967 der AFC Champions League